# Garfield (Geòrgia)
Garfield és una població dels Estats Units a l'estat de Geòrgia. Segons el cens del 2000 tenia 152 habitants.

## Demografia
Segons el cens del 2000, Garfield tenia 152 habitants, 65 habitatges, i 46 famílies. La densitat de població era de 73,4 habitants/km².
Dels 65 habitatges en un 33,8% hi vivien nens de menys de 18 anys, en un 44,6% hi vivien parelles casades, en un 23,1% dones solteres, i en un 29,2% no eren unitats familiars. En el 26,2% dels habitatges hi vivien persones soles el 12,3% de les quals corresponia a persones de 65 anys o més que vivien soles. El nombre mitjà de persones vivint en cada habitatge era de 2,34 i el nombre mitjà de persones que vivien en cada família era de 2,8.
Per edats la població es repartia de la següent manera: un 30,9% tenia menys de 18 anys, un 9,2% entre 18 i 24, un 19,7% entre 25 i 44, un 20,4% de 45 a 60 i un 19,7% 65 anys o més.
L'edat mediana era de 36 anys. Per cada 100 dones de 18 o més anys hi havia 66,7 homes.
La renda mediana per habitatge era de 14.167 $ i la renda mediana per família de 22.500 $. Els homes tenien una renda mediana de 36.875 $ mentre que les dones 17.500 $. La renda per capita de la població era de 16.038 $. Entorn del 27,1% de les famílies i el 36,4% de la població estaven per davall del llindar de pobresa.

## Poblacions més properes
El següent diagrama mostra les poblacions més properes.